# Нью-Гартфорд (Нью-Йорк)
Нью-Гартфорд (англ. New Hartford) — місто (англ. town) в США, в окрузі Онейда штату Нью-Йорк. Населення — 21 874 особи (2020).

## Демографія
Згідно з переписом 2010 року, у місті мешкало 22 166 осіб у 9552 домогосподарствах у складі 5847 родин. Було 10128 помешкань
Расовий склад населення:
| - 93,9 % — білих - 3,1 % — азіатів - 1,3 % — чорних або афроамериканців - 0,1 % — корінних американців |

До двох чи більше рас належало 1,2 %. Частка іспаномовних становила 2,0 % від усіх жителів.
За віковим діапазоном населення розподілялося таким чином: 19,6 % — особи молодші 18 років, 56,5 % — особи у віці 18—64 років, 23,9 % — особи у віці 65 років та старші. Медіана віку мешканця становила 47,6 року. На 100 осіб жіночої статі у місті припадало 86,6 чоловіків;  на 100 жінок у віці від 18 років та старших — 83,5 чоловіків також старших 18 років.
Середній дохід на одне домашнє господарство  становив 88 684 долари США (медіана — 62 763), а середній дохід на одну сім'ю — 115 841 долар (медіана — 82 213). Медіана доходів становила 54 520 доларів для чоловіків та 45 551 долар для жінок. За межею бідності перебувало 6,5 % осіб, у тому числі 7,6 % дітей у віці до 18 років та 5,1 % осіб у віці 65 років та старших.
Цивільне працевлаштоване населення становило 10 602 особи. Основні галузі зайнятості: освіта, охорона здоров'я та соціальна допомога — 35,2 %, фінанси, страхування та нерухомість — 10,5 %, роздрібна торгівля — 10,1 %.